# Luigi Adriano Milani
Luigi Adriano Milani (Verona, 26 gennaio 1854 – Firenze, 9 ottobre 1914) è stato un numismatico, filologo e museologo italiano.

## Biografia
Dopo una prima formazione a Verona, nel 1873 si trasferisce a Firenze, dove frequenta i corsi di filosofia e filologia, come allievo di vari studiosi tra cui De Gubernatis, Gennarelli, e altri, ma soprattutto di Domenico Comparetti, il futuro suocero, che gli fu relatore per il suo dottorato con una tesi sul mito di Filottete. 
Nel 1877, Milani ebbe l'incarico di compilare il catalogo delle monete componenti il ripostiglio della Venera, un tesoro contenente più di 50.000 antoniniani, scoperto a Venèra, una frazione di Sanguinetto, in provincia di Verona, catalogo che portò a termine in due anni e che fu pubblicato nel 1880. 
Questa attività lo spinse ad approfondire la sua conoscenza della numismatica, argomento su cui pubblicò in questo periodo alcuni saggi.  
Dopo la laurea, nel gennaio 1878, per un periodo di studio presso la Scuola italiana d’archeologia, fondata lo stesso anno. Ma la frequenza dei corsi della scuola fu interrotta perché chiamato da Luigi Pigorini, verso la fine del 1878, a Firenze per la revisione e la schedatura del Medagliere granducale nella sede del Museo archeologico nazionale di Firenze, assieme a Ernesto Schiaparelli e Antonio Sogliano che si dovevano interessare rispettivamente dei materiali egizi e di quelli etruschi. 
Milani divenne direttore del museo nel 1884. 
Nel 1884 Milani sposò Laura, la figlia di Domenico Comparetti e di Elena Raffalovich, Laura, da cui ebbe quattro figli. Il primogenito, Albano, il padre di don Milani e gli altri: Piero, Giorgio ed Elisa.

## Opere
- Il mito di Filottete nella letteratura classica e nell'arte figurata, la tesi, in seguito pubblicata come monografia (1879)
- Il ripostiglio della Venèra (1880)
- Aes rude, signatum e grave rinvenuto alla Bruna, in Rivista italiana di numismatica, Milano, 1891.